# Verušić
Verušić je selo na sjeveru Bačke. Dijeli se na Gornji i Donji Verušić. Gornji se Verušić nalazi južno i jugoistočno od Subotice. 

## Zemljopisni položaj
Sjeverno su Zapadne ugarnice, Pletikosićev Kraj i Franciškovićev Kraj, sjeveroistočno Aleksandrovi salaši, istočno je Bikovo, zapadno je Šebešić, Matkovićev Kraj i Mala Bosna. U Gornjem Verušiću je nekoliko salaša i Dobrovoljačko naselje. Od Donjeg Verušića dijeli ga rječica Dolac. Jugozapadno od Dolca je Hrvatski majur i Donji Verušić. Zapadno od Donjeg Verušića je Mikićevo, Jožino Selo, jugozapadno je Pavlovac, Mala Pešta i Đurđin, južno je Novo Naselje, Žednik, Novi Žednik i brojni salaši, jugoistočno je Višnjevac i Čantavir.

## Povijest
Pustara Verušić kod Subotice se prvi put spominje u povijesnim izvorima 1423. pod imenom Veresegyház, kao vlasništvom budimskih opatica. Sljedećih se desetljeća spominju feudalni gospodari Verušića. Drugi gospodar za kojeg se zna je bio Koroghl János (u narodnim pjesmama poznat kao Sibinjanin Janko)[nedostaje izvor] te njegovi sinovi Láslo i Mátyás.
Poslije Mátyáseve smrti, vlasnikom je pustare postao njegov sin, dalmatinsko-hrvatski i slavonski ban  Ivaniš Korvin, koji je 16. kolovoza 1502. godine pred zagrebačkim Kaptolom pustaru Verušić, Madaraš, Tavankut i Šebešić dao u zalog Mirku Tereku iz Enjinga; osim Verušića, u zalog je za 10 tisuća forinta dao utvrdu (castrum) Zabathku (Suboticu) i istoimeni grad (oppidum).
Protiv njega je 1519. godine pokrenula sudski proces Katarina, supruga ugarskog feudalca Lõricza Újlakija radi dokazivanja da je njen otac bio vlasnikom Verušića. Nije uspjela u tome te je pustara ostala Tõrõkovim vlasništvom.
U popisu iz 1543.godine kojim se popisalo naselja koja pripadaju kaločkoj nadbiskupiji spominje se slavensko ime pustare Verušić. Stanovnici ondašnjeg Verušića su plaćali 18 denara crkvenog poreza.
Turski popisi stanovništva daju nam obilje podataka o veličini Verušića. Popis iz 1578. navodi 38 muških glava isključivo slavenskih imena. 1582. godine se popisalo ukupno 25 kuća, a 8 godina kasnije Verušić ima 39 kuća.
Poslije oslobađanja od turske vlasti krajem 17. stoljeća, Verušić je jedina od 12 pustara koje su pripale teritoriju Subotice. U 18. stoljeću, izvori ju bilježe kao pustaru.
Tako je, kad je Marija Terezija 7. svibnja 1743. potpisala privilegiju, kojom je Subotica postala povlaštenim kameralnim gradom, i tad je zabilježeno da je pustara Verušić, pored ostalih, pripadala novom kameralnom gradu imena "Szent Maria". Isti status zadržala je i prigodom davanja privilegije o proglašenju Subotice za slobodni kraljevski grad 1779. godine.
Odlukom Magistrata od 4. siječnja 1782. je određeno naseljavanja atara Šandora, u predjelima južno od Palićkog jezera i područja sjevernog Verušića, ondašnje pustare.
Ovako stanje ostalo je do današnjih dana. Do danas se nije utvrdilo kad je nastala podjela na Donji i Gornji Verušić. U ispravi iz 1926. se zabilježilo da je Donji imao 235 kuća i 7135 k.j. oranica, a Gornji 205 salaša i 6180 k.j. zemlje.
Poslije drugoga svjetskog rata ostala je spomenuta podjela. Prema podatcima iz 1953. godine je Donji Verušić pripadao Žedniku. Imao je 329 domaćinstava s 1213 stanovnika. Gornji Verušić je pripadao Bikovu i u njemu je u 189 domaćinstava živjelo 816 stanovnika.
Ukupno je dakle u Verušiću 1953. bilo 518 salaša i 2029 stanovnika.
Danas je Verušić mjesna zajednica koja je dio Grada Subotice. Površine je 5700 hektara. U njoj se odvija poljodjelska proizvodnja na obiteljskim poljodjelskim gospodarstvima na salašima. Grupiranjem salaša uz važne prometnice poput cesta i željezničkih pruga nastali su i nazivi kao što su: Čantavirski put, Klisa, Donji Verušić, Purčarev kraj, Gabrić šor na Hrvatskom Majuru, Šišković, Naumovićevo.
U Verušiću je 2007., Demokratski savez Hrvata Vojvodine je na izborima za članove skupština mjesnih zajednica izborio, u koaliciji s drugim strankama, mjesto predsjednika skupštine

## Zemljopisni položaj
Nalazi se južno od Subotice, Palića i Ludaša, jugoistočno od Sebešića, sjeverno od Čantavira, istočno od Bajmaka, Vanteleka, Tavankuta i sjeveroistočno od Đurđina.

## Kultura
Salaš na Verušiću (Gornjem Verušiću) iz 1911. je proglašen spomenikom kulture.
Željeznička postaja Naumovićevo na Verušiću također je spomenik kulture.
Na Verušiću se ljeti održava manifestacija Natjecanje risara u sklopu žetvene manifestacije bunjevačkih Hrvata, Dužijance.

## Prosvjeta
U predškolskog odgoja, osnovnog i srednjeg školstva stanovnici su upućeni na grad Suboticu.

## Gospodarstvo
Najpoznatiji gospodarski subjekt je subotički Agrokombinat koji je u Verušiću imao nekoliko objekata, zemljište i direkciju (na adresi Verušić 58).

Dugo godina je na Verušiću djelovala i Azotara, inače veliki zagađivač.

Stanovništvo se bavi poljodjelstvom (ratarstvom i stočarstvom), tako da su brojne kvalitetne oranice na Verušiću.

Na Verušiću se nalazi i farma kokošiju nesilica.
Pored poljodjelskih objekata, selo Verušić ima i uvjete za lovstvo.
21. stoljećem su došli prijedlozi da Verušić bude mještom regionalnog deponija otpada, na lokalitetu bivše Azotare.

## Stanovništvo
Na Verušiću žive Hrvati iz zajednice Bunjevaca.

## Šport
Tereni športskoga aero kluba Ivan Sarić iz Subotice.

## Poznati Verušićani
- Ivan Kujundžić (književnik),(* 1912. - † 1969.), svećenik, hrv. književnik, bibliograf, prevoditelj.

## Vanjske poveznice
- Međuopćinski zavod za zaštitu spomenika kulture Subotica  Arhivirana inačica izvorne stranice od 10. srpnja 2007. (Wayback Machine) Popis zaštićenih nepokretnh kulturnih dobara
- Hrvatska riječ[neaktivna poveznica] Lokacija regionalnog deponija - nepoznanica?
- Subotičke  Arhivirana inačica izvorne stranice od 4. svibnja 2008. (Wayback Machine) Salaš na Verušiću
- (srp.) Dnevnik  Arhivirana inačica izvorne stranice od 22. listopada 2007. (Wayback Machine) Verušićki put u Europu
- (srp.) Yueco[neaktivna poveznica] Niko neće deponiju